# Fono Forum
Fono Forum (Abkürzung FF, Eigenschreibweise FONO FORUM) ist ein monatlich erscheinendes Magazin für klassische Musik, Jazz und HiFi. Fono Forum  bietet Essays, Interviews, Porträts aus der Klassik- und Jazzszene, Rezensionen neuer Musikaufnahmen sowie Beiträge zur HiFi-Technik.

## Geschichte
Das Magazin wurde 1956 von Walter Facius gegründet. Es erschien 1997 bis 2023 in der Reiner H. Nitschke Verlags-GmbH in Euskirchen, die seit 1997 zur Funke Mediengruppe gehört. Seit 2024 erscheint das Fono Forum im Jaron Verlag, die Redaktion wird von Arnt Cobbers geleitet. PS: Vor 1997 insbesondere auch in den 80er Jahren nannte sich das Ganze "szv-spezial-zeitschriftenverlag" (in der Schellingstraße in München) und hatte die Zeitschriften Stereo, Phono-Forum, Fachblatt Musikmagazin und Video samt einem eigenen, zuarbeitenden *Akustik-/Zentrallabor, bei denen sogar Diplomaten ausgebildet wurden, wie unter anderem ein Thomas Zimmermann und Florian M. König**; noch heute aktiv bei "Image HiFi" oder u. a. in der Kopfhörer-Akustik bekannt (vgl. **Founder von ULTRASONE im Dezember 1990). Dieser SZV-Zentrallabor wurde lange Jahre von einem Dipl.-Ing. Walter Schild geleitet, was u. a. zur *Mess-Koorperation mit der Stiftung Warentest (zu Zeiten von einem Hr. Hartel) führte. Ferner erschienen zu den sonstigen Arbeiten und Entwicklungen des Labors auch Artikel z. B. FUNKSCHAU; wie in etwa ging es damals um die innovativste Klangbild beschreibende CD-Player, DAT-Rec-Player, Plattenspieler/Tonabnehmer .... und Lautsprecher- sowie insbesondere binaurale Kopfhörer-Messvorrichtung (hatte Ende der Achtziger Jahre niemand so präzise, schnell etc. als Hard-/Software-Unit's) gemäß einer sog. Diffusfeld-Übertragungsfunktions-Bestimmung, welche/Messverfahren auf **König zurückgingen bzw. von im ab 1985 gestartet & weiterentwickelt wurden (Papers ab 1991 zur sog. DAGA'1991 in Bochum, s. DEGA). Hierzu wurde von RE-Instruments sowie andere neueste Technologien teils aus USA direkt importiert und erstmals in Europa verwendet. Der SZV war seinerzeit schlicht über Jahre akustischer und HiFi-Mess-Pionieer!
Die verkaufte Auflage ist von 20.729 Exemplaren im ersten Quartal 1998 auf 7.308 Exemplare im dritten Quartal 2014 gesunken. Seitdem wird sie nicht mehr an die IVW gemeldet. Im Jahr 2017 wurden den Mediadaten des Verlags zufolge 10.500 Hefte pro Monat verkauft, davon 328 als E-Paper.
Am 27. November 2023 verkaufte der Reiner H. Nitschke Verlag die Markenrechte an den Jaron Verlag. Dort erscheint das Heft ab der Ausgabe 2/24.

## Preis der deutschen Schallplattenkritik
1963 wurde durch das Fono Forum der Preis der deutschen Schallplattenkritik gegründet und über einen Zeitraum von zehn Jahren hinweg betreut. Noch heute existiert er als unabhängiger Verein.